# Енрики Матуш
Енрики Матуш (на португалски: Henrique José Teixeira Matos; р. 18 юли 1961 г. в Опорто), е португалски художник.

## Творчество
От 1974 г. до 1980 г. учи в художественото училище „Соариш душ Рейш“ и е ученик на Исолино Ваз. Завършва живопис през 1988 г. в Училището за изящни изкуства в Порто, където е ученик на Алваро Лапа, Амандиу Силва, Са Ногейра, Карлуш Карейру, Анжело де Соуса и Жоао Диксу.
Последната фаза в живописния му стил се вписва в стила оп арт, повлиян от художници като Ешер, Исус Рафаел Сото, Виктор Вазарели и Бриджит Райли.
В допълнение към изобразителното изкуство още от младежките си години Енрике Матуш се занимава с историческа, археологическа, художествена и политическа фотография, като негови снимки са публикувани в книги и списания в Португалия, Италия и Бразилия.

## Галерия
Живопис
- Космос, 2001
- Космическа реакция, 2003
- Оптично движение I, 2012
- Оптично движение II, 2012

Фотография
- Революция на карамфилите, 1978
- Вашку Гонсалвиш, 1982
- 25 април, 1983
- Обекти на скално изкуство в долината Коа, 2008